# Helene Overlach
Helene Overlach, född 19 juli 1894, död 7 augusti 1983, var en tysk politiker (kommunist). Hon var ledamot i den tyska riksdagen 1928-33.